# ویندبای
ویندبای (به لاتین: Vindeby) یک منطقهٔ مسکونی در دانمارک است که در سوندبورگ واقع شده‌است. ویندبای ۱٫۳ کیلومتر مربع مساحت و ۲٬۳۱۹ نفر جمعیت دارد.